# Le Fœil
Foeil (bret. Ar Fouilh) – miejscowość i gmina we Francji, w regionie Bretania, w departamencie Côtes-d’Armor.
Według danych na rok 1990 gminę zamieszkiwało 1085 osób, a gęstość zaludnienia wynosiła 53 osoby/km² (wśród 1269 gmin Bretanii Foeil plasuje się na 545. miejscu pod względem liczby ludności, natomiast pod względem powierzchni na miejscu 486.).